# Draft WNBA 2003
2002 2004
La draft WNBA 2003 est la cérémonie annuelle de la draft WNBA lors de laquelle les franchises de la WNBA choisissent les joueuses dont elles pourront négocier les droits d’engagement.
Le choix s'opère dans un ordre déterminé par le classement de la saison précédente, les équipes les plus mal classés obtenant les premiers choix. Sont éligibles les joueuses américaines ou scolarisées aux États-Unis allant avoir 22 ans dans l'année calendaire de la draft, ou diplômées ou ayant entamé des études universitaires quatre ans auparavant. Les joueuses « internationales » (ni nées ni ne résidant aux États-Unis) sont éligibles si elles atteignent 20 ans dans l'année suivant la draft.
La draft 2003 est organisée le 20 avril 2003 à Secaucus, dans l’État du New Jersey, dans les studios de NBA Entertainment. Les Rockers de Cleveland obtiennent le premier choix de la draft 2003. Les Monarchs de Sacramento obtiennent le second choix. Le Shock de Détroit obtient le troisième choix. Le premier choix de la draft est LaToya Thomas. La draft change de format cette année, passant de quatre tours à trois tours.
Une draft de dispersion est également organisée le 24 avril 2003 où se répartissent dans les équipes WNBA, les joueuses du Fire de Portland et du Sol de Miami, disparues à l’issue de la saison 2002.

## Sélection des joueuses
| Rang | Joueuse                   | Nationalité | Équipe WNBA                 | Université/club  |
| ---- | ------------------------- | ----------- | --------------------------- | ---------------- |
| 1    | Ruth Riley                | États-Unis  | Shock de Détroit            | Sol de Miami     |
| 2    | Sheri Sam                 | États-Unis  | Lynx du Minnesota           | Sol de Miami     |
| 3    | Betty Lennox              | États-Unis  | Rockers de Cleveland        | Sol de Miami     |
| 4    | Tamicha Jackson           | États-Unis  | Mercury de Phoenix          | Fire de Portland |
| 5    | DeMya Walker              | États-Unis  | Monarchs de Sacramento      | Fire de Portland |
| 6    | Debbie Black              | États-Unis  | Sun du Connecticut          | Sol de Miami     |
| 7    | Sylvia Crawley            | États-Unis  | Fever de l'Indiana          | Fire de Portland |
| 8    | Jenny Mowe                | États-Unis  | Mystics de Washington       | Fire de Portland |
| 9    | Alisa Burras              | États-Unis  | Storm de Seattle            | Fire de Portland |
| 10   | Pollyanna Johns Kimbrough | États-Unis  | Sting de Charlotte          | Sol de Miami     |
| 11   | Elena Baranova            | Russie      | Liberty de New York         | Sol de Miami     |
| 12   | LaQuanda Barksdale        | États-Unis  | Silver Stars de San Antonio | Fire de Portland |
| 13   | Ukari Figgs               | États-Unis  | Comets de Houston           | Fire de Portland |
| 14   | Jackie Stiles             | États-Unis  | Sparks de Los Angeles       | Fire de Portland |

| Rang | Joueuse            | Nationalité  | Équipe WNBA                 | Université/club                  |
| ---- | ------------------ | ------------ | --------------------------- | -------------------------------- |
| 1    | LaToya Thomas      | États-Unis   | Rockers de Cleveland        | Mississippi State                |
| 2    | Chantelle Anderson | États-Unis   | Monarchs de Sacramento      | Vanderbilt                       |
| 3    | Cheryl Ford        | États-Unis   | Shock de Détroit            | Louisiana Tech                   |
| 4    | Plenette Pierson   | États-Unis   | Mercury de Phoenix          | Texas Tech                       |
| 5    | Kara Lawson        | États-Unis   | Shock de Détroit            | Tennessee                        |
| 6    | Gwen Jackson       | États-Unis   | Fever de l'Indiana          | Tennessee                        |
| 7    | Aiysha Smith       | États-Unis   | Mystics de Washington       | LSU                              |
| 8    | Jung Sun-min       | Corée du Sud | Storm de Seattle            | Gwangju Sinsegye Coolcats (WKBL) |
| 9    | Jocelyn Penn       | États-Unis   | Sting de Charlotte          | South Carolina                   |
| 10   | Molly Creamer      | États-Unis   | Liberty de New York         | Bucknell                         |
| 11   | Coretta Brown      | États-Unis   | Silver Stars de San Antonio | North Carolina                   |
| 12   | Allison Curtin     | États-Unis   | Comets de Houston           | Tulsa                            |

| Rang | Joueuse          | Nationalité | Équipe WNBA                 | Université/club |
| ---- | ---------------- | ----------- | --------------------------- | --------------- |
| 13   | Courtney Coleman | États-Unis  | Sun du Connecticut          | Ohio State      |
| 14   | Teresa Edwards   | États-Unis  | Lynx du Minnesota           | Georgia         |
| 15   | Jennifer Butler  | États-Unis  | Rockers de Cleveland        | Massachusetts   |
| 16   | Petra Ujhelyi    | États-Unis  | Mercury de Phoenix          | South Carolina  |
| 17   | Erin Thorn       | États-Unis  | Liberty de New York         | Brigham Young   |
| 18   | Jordan Adams     | États-Unis  | Lynx du Minnesota           | New Mexico      |
| 19   | Lori Nero        | États-Unis  | Comets de Houston           | Louisville      |
| 20   | DeTrina White    | États-Unis  | Fever de l'Indiana          | LSU             |
| 21   | Zuzana Žirková   | Slovaquie   | Mystics de Washington       | Slovaquie       |
| 22   | Suzy Batkovic    | Australie   | Storm de Seattle            | Valenciennes    |
| 23   | Dana Cherry      | États-Unis  | Sting de Charlotte          | Arkansas        |
| 24   | Sonja Mallory    | États-Unis  | Liberty de New York         | Georgia Tech    |
| 25   | Ke-Ke Tardy      | États-Unis  | Silver Stars de San Antonio | LSU             |
| 26   | K.B. Sharp       | États-Unis  | Liberty de New York         | Cincinnati      |
| 27   | Schuye LaRue     | États-Unis  | Sparks de Los Angeles       | Virginia        |

| Rang | Joueuse            | Nationalité | Équipe WNBA                 | Université/club |
| ---- | ------------------ | ----------- | --------------------------- | --------------- |
| 28   | Syreeta Bromfield  | États-Unis  | Shock de Détroit            | Michigan State  |
| 29   | Carla Bennett      | États-Unis  | Lynx du Minnesota           | Drake           |
| 30   | Shaquala Williams  | États-Unis  | Rockers de Cleveland        | Oregon          |
| 31   | Telisha Quarles    | États-Unis  | Mercury de Phoenix          | Virginia        |
| 32   | Trish Juhline      | États-Unis  | Mystics de Washington       | Villanova       |
| 33   | Marion Jones       | États-Unis  | Mercury de Phoenix          | North Carolina  |
| 34   | Lindsey Wilson     | États-Unis  | Sun du Connecticut          | Iowa State      |
| 35   | Ashley McElhiney   | États-Unis  | Fever de l'Indiana          | Vanderbilt      |
| 36   | Tamara Bowie       | États-Unis  | Mystics de Washington       | Ball State      |
| 37   | Chrissy Floyd      | États-Unis  | Storm de Seattle            | Clemson         |
| 38   | Constance Jinks    | États-Unis  | Comets de Houston           | UNLV            |
| 39   | Nicole Kaczmarski  | États-Unis  | Liberty de New York         | UCLA            |
| 40   | Brooke Armistead   | États-Unis  | Silver Stars de San Antonio | Austin Peay     |
| 41   | Oxana Rakhmatulina | Russie      | Comets de Houston           | Russie          |
| 42   | Mary Jo Noon       | États-Unis  | Sparks de Los Angeles       | Purdue          |